# Tokyo Warhearts
Tokyo Warhearts es un álbum en vivo de la banda finlandesa de death metal melódico Children of Bodom que fue grabado en 1999, cuando la banda solo tenía 2 álbumes lanzados. Tokyo Warhearts como la banda toca en el escenario: con velocidad, emoción y perfección técnica. Fue grabado y filmado el 10 y 11 de julio de 1999. La banda y su discográfica, Spinefarm Records, tenía planes de lanzar el show en un DVD junto con el CD, pero llegaron a la conclusión de que había algunas incoherencias entre el video y el audio, ya que había escenas de video de 2 shows diferentes.
2 de las canciones de este álbum fueron lanzadas por separado por motivos promocionales y pueden ser encontradas en un DVD compilado de Spinefarm: Silent Night, Bodom Night y Deadnight Warrior.
La pista 1 es un segmento de "Crockett's Theme" (de Jan Hammer) del soundtrack de Miami Vice.
La intro de la pista 9 es un extracto de música llamado "Hummell Gets the Rockets" compuesto por Hans Zimmer y Nick Glennie-Smith para la película de 1996 The Rock.

## Lista de canciones
1. "Intro" – 1:25 (Jan Hammer)
2. "Silent Night, Bodom Night" – 3:23 (Alexi Laiho; Kimberly Goss)
3. "Lake Bodom" – 4:08 (Alexi Laiho)
4. "Warheart" – 4:07 (Alexi Laiho)
5. "Bed of Razors" – 4:35 (Alexi Laiho)
6. "War of Razors" – 2:10 (guitar/keyboard duel) (Alexi Laiho)
7. "Deadnight Warrior" – 3:32 (Alexi Laiho)
8. "Hatebreeder" – 4:30 (Alexi Laiho)
9. "Touch Like Angel of Death" – 5:53 (Alexi Laiho; Hans Zimmer; Nick Glennie-Smith)
10. "Downfall" – 4:47 (Alexi Laiho)
11. "Towards Dead End" – 6:10 (Alexi Laiho)

## Créditos
- Alexi Laiho - Voces/guitarra líder
- Alexander Kuoppala - Guitarra rítmica
- Janne Wirman - Teclados
- Henkka Seppälä - Bajo
- Jaska Raatikainen - Batería

## Posicionamiento
| Lista (2021)                        | Posición |
| ----------------------------------- | -------- |
| Finlandia (Suomen Virallinen Lista) | 13       |